# عبد الرحمن بورديم
عبد الرحمن بورديم (8 أغسطس 1994 بالعلمة في الجزائر - ) هو لاعب كرة قدم جزائري في مركز الوسط.

## روابط خارجية
- عبد الرحمن بورديم على موقع قاعدة بيانات كرة القدم.إي يو (الإنجليزية)
- عبد الرحمن بورديم على موقع Soccerway.com (الإنجليزية)